# Suzuki RF 600R
La Suzuki RF 600R è una motocicletta costruita dalla casa motociclistica giapponese Suzuki dal 1993 al 1998.

## Descrizione
Presentata nel 1993, a spingere la moto c'è un motore a quattro cilindri in linea a quattro tempi da 599 cm³ monta trasversalmente e accoppiato ad un cambio a sei rapporti.
Il motore, con rapporto di compressione di 12:1, è raffreddato a liquido ed alimentato da 4 carburatori Mikuni da 36 mm, con distribuzione DOHC a 16 valvole azionato da catena.
La frenata è assicurata da un sistema fornito dalla Brembo, grazie a due dischi da 290 mm di diametro all'anteriore morsi da pinze radiali a 2 pistoncini e un disco da 240 mm di diametro al posteriore coadiuvato da una pinza a doppio pistoncino. Il sistema sospensivo è costituito da forcella telescopica regolabile in estensione, compressione e precarico, mentre al retrotreno da forcellone con mono ammortizzatore.

## Evoluzione
Nel 1995 sono state apportate alcune migliorie a causa della modifica degli standard sulle normative antinquinamento, tra cui cambio del sistema di collettori di scarico in acciaio inossidabile e silenziatore posteriore e, in conseguenza di ciò, una diversa coppa dell'olio.
Nel 1996 l'impianto frenante posteriore e il forcellone sono stati modificati.
L'RF 600 R esportata per il mercato elvetico, è stata pesantemente modificata a causa degli standard sulle emissione più severi in Svizzera: alberi a camme modificati che hanno 2 mm di corsa in meno, sistema Suzuki PAIR (che è il ricircolo dei gas di scarico), un diverso carburatore Mikuni BDST33 e una conseguente riduzione della potenza.